# Eaten Back to Life
Eaten Back to Life er det amerikanske dødsmetal-band Cannibal Corpses debutalbum, som blev udgivet den 17. august 1990 gennem Metal Blade Records. Albummet blev forbudt i Tyskland på grund af dets voldelige indhold.[kilde mangler] Glen Benton fra Deicide og Francis H. Howard fra Opprobrium (senere kendt som Incubus) optrådte med bagvokaler på sangene "Mangled" og "A Skull Full of Maggots".
Følgende udsagn kan findes på albumomslaget: "Dette album er dedikerede til mindet om Alfred Packer, den første amerikanske kannibal (R.I.P.)"

## Spor
Alle sange er skrevet af Chris Barnes, medmindre andet er noteret.
1. "Shredded Humans" (Barnes, Jack Owen) – 5:11
2. "Edible Autopsy" – 4:32
3. "Put Them to Death" – 1:50
4. "Mangled" (Barnes, Paul Mazurkiewicz) – 4:29
5. "Scattered Remains, Splattered Brains" (Barnes, Owen) – 2:34
6. "Born in a Casket" – 3:20
7. "Rotting Head" (Barnes, Owen) – 2:26
8. "The Undead Will Feast" (Barnes, Owen, Alex Webster) – 2:49
9. "Bloody Chunks" – 1:53
10. "A Skull Full of Maggots" – 2:06
11. "Buried in the Backyard" – 5:11